# 濱島等庭
濱島 等庭（はましま ともなら）は江戸時代の地下官人。

## 概要
宝暦4年（1754年）5月1日に8歳で従六位下奉膳に叙任している。濱島氏は有職故実に通じる家であり、等庭も御厨子所預・高橋宗直や藤貞幹を師として故実家として成長した。貞幹の弟子の中では中心的なポジションにあり、朝廷儀式の再興に尽力したことで江戸にも名が知られるようになったという。天明2年（1782年）版の『平安人物志』にも等庭と養子の清章が記されている。等庭に教えを受けた人物として、公家の中には広橋伊光、広橋胤定、甘露寺国長、三条実起、徳大寺実堅、今出川公久、竹屋光棣、櫛笥隆起、八条隆祐などが、地下官人の中には谷口胤禄、尾崎積興、山田以文、小林元次などがおり、特に広橋伊光との関係が深かった。
文化3年（1806年）12月19日には、内膳司としての業務や故実家として朝廷儀礼を復興したことを評価されて民部権少輔に任じられた。また、同様の理由で文政2年（1821年）12月18日に正四位下に叙された。